# Heizkraftwerk Köln-Niehl
Das mit Erdgas befeuerte Heizkraftwerk Niehl der Rheinenergie im Kölner Stadtteil Niehl versorgt unter anderem die Kölner Innenstadt mit Fernwärme.

## Geschichte, Aufbau und Daten

### Altanlage (Kraftwerk I)

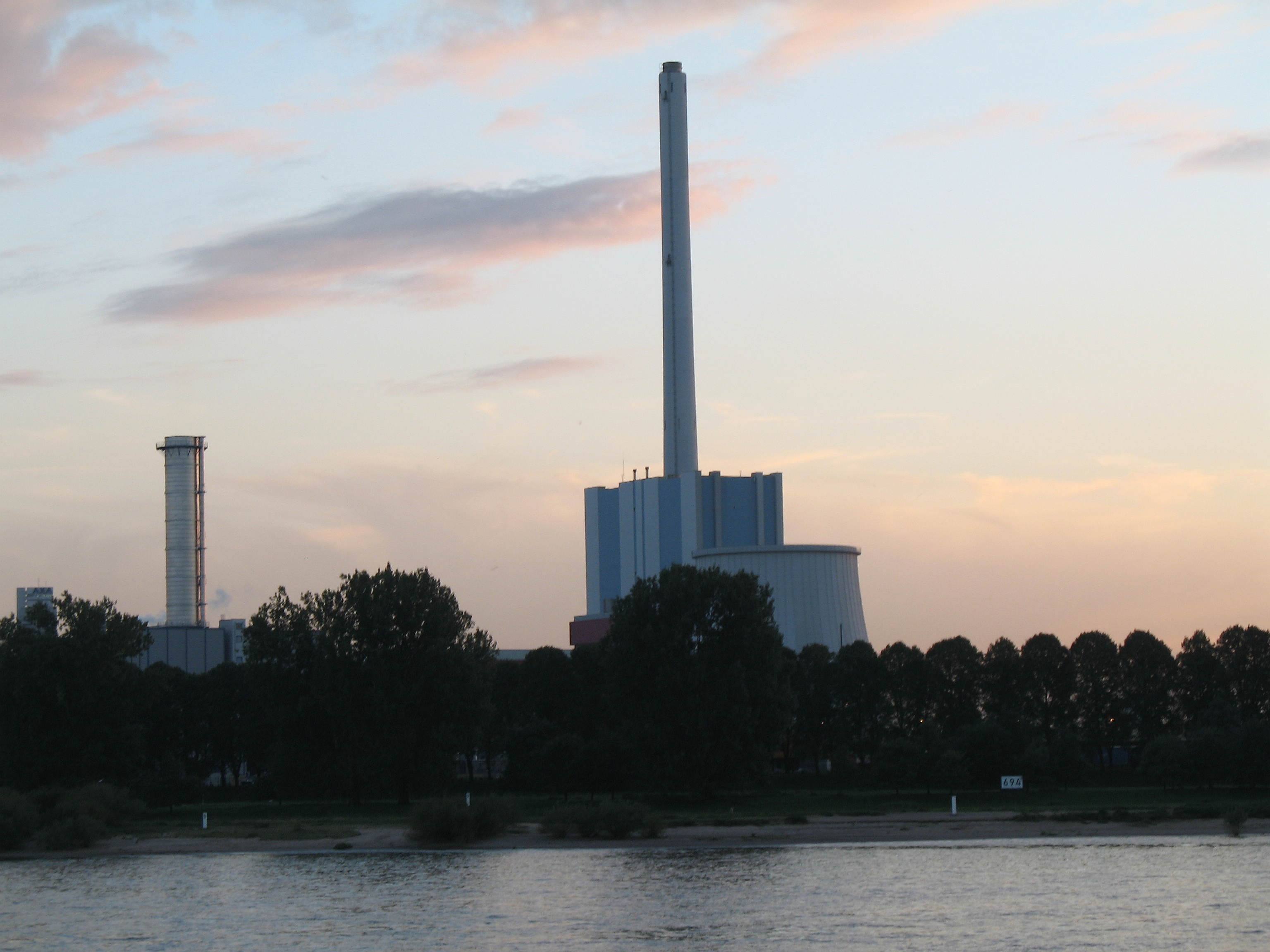
Heizkraftwerk Köln-Niehl (2006); in der Mitte die inzwischen abgerissene Altanlage, links die GuD-Anlage

Die ursprüngliche, 1977 in Betrieb genommene Anlage basierte auf einem gas- und ölgefeuerten Benson-Turmkessel. Hieraus wurde an der Dampfturbine eine elektrische Leistung von ca. 315 MW plus ca. 350 MW Fernwärme generiert.
Die Höhe des Gebäudes beträgt bis zur Spitze des auf dem Dach befindlichen Schornsteins 180 Meter.
Zur Kühlung wird Wasser aus dem Rheinhafen entnommen; der am Standort vorhandene Nasskühlturm wird nur benutzt, wenn in warmen Sommermonaten oder bei niedrigem Wasserstand die zulässige Aufwärmung des Rheins überschritten würde.
Das Werk I wurde nach dem Neubau des Werks II (siehe unten) stillgelegt und bis 2008 zurückgebaut.
Zeitweise hatte die Rheinenergie als Ersatz für das Kraftwerk I den Bau eines Steinkohlekraftwerkes am Standort Niehl geprüft. Diese Pläne wurden aber 2007 – vor allem wegen der gestiegenen Baukosten – verworfen oder zumindest verschoben.

### GuD-Kraftwerk (Kraftwerk II)
Ab 2003 wurde am Standort ein GuD-Kraftwerk errichtet. Es basiert auf einer Gasturbine von Siemens Power Generation, Typ V94.3A (heute SGT5-4000F) mit einer elektrischen Leistung von ca. 266 MW. Nachgeschaltet ist ein Abhitzedampferzeuger von Balcke-Dürr Austria mit drei Druckstufen und Zwischenüberhitzung. Die produzierte Dampfmenge von etwa 350 t/h speist eine Dampfturbine mit einer elektrischen Leistung von etwa 145 MW plus 370 MW Fernwärme.
Das Kühlwassersystem und das Fernwärmesystem wurden weitgehend vom Werk I übernommen.

### GuD-Kraftwerk (Niehl 3)
Im September 2012 wurde der Beschluss gefasst, den Standort Niehl mit einem weiteren GuD-Heizkraftwerk zu erweitern. Generalunternehmer war Alstom, die eine GT26-Gasturbine, eine Dampfturbine und den Turbogenerator sowie weitere Kraftwerksbestandteile lieferte. Baubeginn war im Dezember 2013, der Testbetrieb begann Ende September 2015. Im September 2016 wurde es offiziell eingeweiht.
Das Kraftwerk ist sowohl an das 380-kV-Netz von Amprion als auch an das 110-kV-Netz der RheinNetz, eine 2006 gegründete 100-%-Tochter der RheinEnergie AG angeschlossen. Es ist auf eine elektrische Leistung von 450 MW ausgelegt und kann 265 MW Fernwärme auskoppeln. Der elektrische Wirkungsgrad liegt bei 60 % und der Brennstoffnutzungsgrad beträgt bei Fernwärmeeinspeisung bis zu 88 %. Das Investitionsvolumen betrug ca. 350 Mio. Euro. Die Anlage ist schnell regelbar und kann in weniger als 15 Minuten von Standby auf Nennleistung hochgefahren werden. Zudem kann sie im Leistungsbereich von 20 bis 100 % der Nennleistung gefahren werden.

## Großwärmepumpe
Im Juni 2023 gab Rheinenergie bekannt, direkt neben dem Kraftwerk eine Großwärmepumpe errichten zu wollen. Diese soll über eine Wärmeleistung von 150 MW verfügen, womit sie die bis dato größte Wärmepumpe Deutschlands wäre. Sie soll in das Kölner Fernwärmenetz einspeisen und damit etwa 30.000 Haushalte mit  Wärme aus elektrischer Energie versorgen. Als Wärmequelle soll das Rheinwasser dienen. Ende 2024 wurden die Aufträge vergeben, wobei die Großwärmepumpe von MAN Energy Solutions geliefert werden soll. Die Inbetriebnahme ist für 2027 geplant.